# Arianops gigantea
Arianops gigantea är en skalbaggsart som beskrevs av Barr 1974. Arianops gigantea ingår i släktet Arianops och familjen kortvingar. Inga underarter finns listade i Catalogue of Life.